# 白井市コミュニティバス
白井市コミュニティバス（しろいしコミュニティバス）は、千葉県白井市が運行するコミュニティバス。2000年（平成12年）9月本格運行開始。愛称は「ナッシー号」で、市の特産物の梨に由来し、車体にも梨を擬人化したキャラクターが描かれている。
2021年（令和3年）8月までの名称は、白井市循環バス（しろいしじゅんかんバス）であった。
京成バス千葉セントラル印西営業所と、京成バス千葉ウエスト鎌ヶ谷営業所に運行を委託している。

## 概要
1998年（平成10年）10月、「白井市循環バス」の試験運行を開始。2000年（平成12年）9月より本格運行へ移行した。以来、運行内容の変更や見直しを重ねながら運行継続されてきた。
市が制定した「白井市地域公共交通網形成計画」に基づき、持続可能な公共交通ネットワークを市内に構築すべく、2021年（令和3年）8月に大規模な路線再編を行った。その際に、従来は循環路線としていたルートを、市役所を中心に東西南北へ放射状に延びる往復路線へ変更し、これに伴い「白井市循環バス」から「白井市コミュニティバス」へ改称された。また民間の一般路線バスや他の公共交通機関と重複する区間の運行が見直され、西ルートでは西白井駅 - 新鎌ヶ谷駅の間で一般路線と競合していたことから、新鎌ヶ谷駅への乗り入れを廃止した。そのほか、乗継場所に白井駅（白井駅北口・白井駅南口）を追加するとともに、市内の鉄道駅2駅（白井駅・西白井駅）双方を発着するコースで増便を行い、市内の鉄道駅へのアクセスを強化した。また全体の運行便数も40便から61便へ大幅増便されている。また同年の路線再編の際には、市民に変更を周知し利用を促進するため、同年8月2日から8月25日まで、コミュニティバスの運賃を無料とするキャンペーンを実施した。

### 運行受託事業者
- 京成バス千葉セントラル印西営業所
  - 旧：ちばレインボーバス
- 京成バス千葉ウエスト鎌ヶ谷営業所
  - 旧：船橋新京成バス鎌ヶ谷営業所

## 沿革
- 1996年度（平成8年度）- 循環バス運行の検討を開始[2]。
- 1998年（平成10年）10月 - 循環バス「ナッシー号」試験運行開始。従来から福祉センター送迎バスとして運行していた「福祉号」に加え、1998年（平成10年）10月に小型バス1台を新たに購入、2台体制で循環バス「ナッシー号」の試験運行を開始する[2]。試験運行開始時の運行内容は以下のとおり[2]。
  - 運行日：週5日（火曜日 - 土曜日）
  - 運賃：無料
  - コース：2コース5系統（1日おきに内回り・外回りを変更）
- 2000年（平成12年）9月 - 本格運行へ移行[2]。新たに車両3台を購入し4台体制で運行開始。本格運行開始時の運行内容は以下のとおり[2]。
  - 運行日：毎日
  - 運賃：大人（中学生以上）100円、小学生50円、障害者50円、小学生未満無料。回数乗車券を販売開始（50円券24枚綴り1,000円）。
  - コース：2コース5系統（各コース内外回りを毎日運行）
- 2003年（平成15年）4月 - 運行内容を以下のとおり改定[2]。
  - 運行日を週6日（月曜日 - 土曜日）とし、日曜・祝日を運休とする。
  - コースを2コース4系統とする（1系統を廃止）。
  - 白井市立白井第二小学校平塚分校の廃校に伴い、同校児童の通学手段として通学便を設定。
- 2008年（平成20年）
  - 1月 - 運行内容を以下のとおり改定[2]。
    - 経路変更を実施。新鎌ヶ谷駅、千葉ニュータウン中央駅、さわやかプラザ軽井沢、第二工業団地、西白井地区（ベリーフィールド）などを新たに組み込んだコースへ変更。
    - 運賃を改定。大人（高校生以上）150円、中学生100円とする。その他は変更なし。
    - 通常回数券より割安な、高齢者（70歳以上）専用の「シルバー回数券」を販売開始（50円券30枚綴り1,000円）。

  - 7月 - 時刻表検索システムを公開開始[2]。
- 2009年（平成21年）9月 - ちばレインボーバスの一般路線バス（木下線）廃止にに伴い、2系統の始発を同社白井車庫から白井駅へ変更[2]。
- 2010年（平成22年）9月 - 運行内容を以下のとおり改定[2]。
  - 経路変更を実施。市役所を中心に東西南北へ向かうコース設定とし、鎌ケ谷総合病院[5]などに乗り入れ開始。乗継場所として西白井駅を追加。
- 2013年（平成25年）9月 - 運行内容を以下のとおり改定[2]。	
  - 西ルートに朝の便を追加、児童の通学時間や鎌ケ谷総合病院の受付開始時間に合わせる。
  - 北ルートの終点を「天神前」停留所へ変更、周辺のスーパーマーケットやクリニックへのアクセス向上を図る。
- 2017年（平成29年）8月 - 運行内容を以下のとおり改定[2]。
  - 南ルートの新鎌ケ谷方面ルートを西ルートへ一本化。
  - 西ルートの七次台・西白井地区を南ルートへ変更。
  - これにより、民間の一般路線バスが白井駅から新鎌ヶ谷駅へ新規運行することや、市役所周辺に新規開院した病院への運行に対応。
- 2021年（令和3年）8月 - 運行内容を以下のとおり改定[2][3]。
  - 従来の循環運行から、市役所を中心とした往復運行へコース変更。
  - これに伴い「白井市循環バス」から「白井市コミュニティバス」へ名称変更。
  - 一般路線バスなどとの競合区間を整理、新鎌ヶ谷駅への乗り入れを廃止。
  - 乗継場所に白井駅（北口・南口）を追加、市内2駅（白井駅・西白井駅）の双方を発着するコースを増便。
  - 全体の運行便数を40便から61便へ増便。

## 運行内容
- 運行日は月曜日から土曜日まで。日曜日・国民の祝日、年末年始（12月29日 - 1月3日）は運休となる。
- 運賃は均一運賃制で、大人（高校生以上）150円、中学生は100円、小学生は50円、小学生未満は無料。
  - 各種障害者手帳（身体障害者手帳、療育手帳、精神障害者保健福祉手帳）提示による障害者割引があり、本人と介護者（1人まで）が50円となる。
- 運賃支払いには、PASMO・Suicaおよび交通系ICカード全国相互利用サービス対応カードが利用できる。

## 現行路線

### 西ルート
- 白井市役所 - 白井駅北口 - 七次 - 富塚 - （さわやかプラザ軽井沢） - 西白井1丁目 - 大松 - 大山口中学校 - 西白井駅
  - 所要時間 - 37分
  - 1日の本数 - 15便

「さわやかプラザ軽井沢[6]」とは、柏市・白井市・鎌ケ谷市の3市が組織する一部事務組合「柏・白井・鎌ケ谷環境衛生組合」が運営する施設で[7]、清掃工場の余熱を利用した温水プールや公衆浴場にトレーニングルームを併設した施設である[8]。3市の市境に近い鎌ケ谷市北東部の軽井沢に位置し、新鎌ケ谷駅および西白井駅から徒歩約40 - 50分と鉄道駅から遠いため、西白井駅から「ナッシー号」西線、新鎌ケ谷駅からは鎌ケ谷市コミュニティバス「ききょう号」東線が乗り入れる[9]。

### 東ルート
- 白井市役所 - 南山中学校 - 白井高校入口 - 白井駅南口 - 第一小学校 - 白井運動公園 - 神々廻下 - 宗像神社 - 福祉センター - 千葉ニュータウン中央駅北口
  - 所要時間 - 43分
  - 1日の本数 - 13便

### 南ルート
- 白井市役所 - 白井駅南口 - 池の上 - 堀込2丁目4番 - 北総白井病院入口 - 冨士センター - 西白井駅
  - 所要時間 - 40分
  - 1日の本数 - 13便

### 北ルート
- 白井市役所 - 白井駅北口 - 西白井駅 - 白井の湯 - 今井 - 平塚本郷集会所 - （白井聖地公園） - （福祉センター） - 千葉ニュータウン中央駅北口（今井・平塚経由）
- 白井市役所 - 白井駅北口 - 西白井駅 - 白井の湯 - 第一工業団地 - 第二工業団地 - （福祉センター） - 千葉ニュータウン中央駅北口（工業団地経由）
- 白井市役所→白井駅北口→西白井駅→白井の湯→今井→平塚本郷集会所→第二工業団地→第一工業団地→白井の湯→（以降往路と逆順）→白井市役所（復路直通便）
  - 所要時間
    - 今井・平塚経由 - 62分
    - 工業団地経由 - 52分
    - 復路直通便 - 79分

  - 1日の本数 - 20便（3系統合計）

## 過去の路線

### 2021年7月までの路線

#### 西ルート（白井市役所・鎌ケ谷総合病院ルート）
- 白井市役所 - 七次 - 西白井駅 - 大山口中学校 - 西白井駅 - 大松 - 新鎌ヶ谷駅 - 鎌ケ谷総合病院
- 所要時間 - 45分
- 距離 - 11.85km
- 1日の本数 - 14便

#### 東ルート（福祉センター・千葉ニュータウン中央駅ルート）
- 白井市役所 - 白井聖仁会病院 - 白井高校入口 - 池の上 - 白井駅南口 - 白井市役所 - （白井運動公園） - 白井車庫 - （福祉センター） - 千葉ニュータウン中央駅北口 - 宗像神社 - 白井市役所
- 所要時間 - 70分
- 距離 - 26.65km
- 1日の本数 - 8便（うち2便は白井運動公園、福祉センターを経由しない）

#### 南ルート（冨士・西白井ルート）
- 白井市役所 - 西白井駅 - さわやかプラザ軽井沢 - 西白井駅 - 冨士センター - 競馬学校 - 北総白井病院 - 白井市役所
- 所要時間 - 70分
- 距離 - 23.60km
- 1日の本数 - 9便

#### 北ルート（工業団地・西白井駅ルート）
- 白井市役所 - 白井聖仁会病院 - 白井駅北口 - 西白井駅 - 第二小学校 - 工業団地 - 名内 - 旧平塚分校入口 - 今井 - 西白井駅 - 白井駅北口 - 白井聖仁会病院 - 千葉白井病院 - 第一小学校 - 白井市役所
- 所要時間 - 85分
- 距離 - 34.90km
- 1日の本数 - 9便（うち[通学便]2便）
- 通学便については、学休日は運休となっていた。

## 車両
専用車両として、小型ノンステップバスの日野・ポンチョ（2ドアロングボディ）を使用する。青色基調の車体に「ナッシー号」の愛称の由来となった梨のマスコットが描かれている。